# Gros Îlet
Le Gros Îlet est une petite île inhabitée située dans la mer des Caraïbes. Elle appartient administrativement à Trois-Îlets.

## Géographie
Appelé aussi Îlet Mandoline en raison de sa forme, il est situé dans la Baie de Génipa, en face de la Pointe Vatable. Il s'étend sur environ 600 m de longueur.

## Histoire
Anciennement nommé Îlet à Vaches car une famille d'agriculteurs y laissait autrefois paître ses vaches, il s'agit de nos jours d'une propriété privée.
Il fait partie du Parc naturel régional de Martinique.